# Valderrivas
Valderrivas[n. 1] és un barri administratiu de Madrid pertanyent al districte de Vicálvaro. Es va constituir el 2017, després de produir-se una re-delimitació interna del districte. El topònim de Valderrivas, corresponent al nucli urbà diferenciat preexistent, fa referència a la fàbrica cementera de Portland Valderrivas S. a., instal·lada antigament a la zona.